# Velika Stara vas
Velika Stara vas este o localitate din comuna Grosuplje, Slovenia, cu o populație de 109 locuitori.